# Teófilo Mingueza
Teófilo Mingueza Pereda (Ávila, 3 de noviembre de 1895-Vitoria, 1980) fue un fotógrafo, director de cine, inventor y ciclista español.

## Biografía
Abulense de nacimiento, se mudó a Vitoria con sus padres cuando apenas contaba doce años. Fue en esta ciudad donde participó, de la mano de Isaac Díez, en la grabación de su primera película, Josetxu. No llegaría a buen puerto, pues se abortó el intento. Tras un breve ínterin en Madrid, que aprovechó para formarse en radiotelegrafía, retornó a Vitoria en 1925. Innovador, entre las invenciones relacionadas con la cinematografía que patentó se cuenta un sistema que, a través de unas gafas que también eran de su invención, permitía ver imágenes en relieve. Con este sistema, grabó un documental con imágenes de Vitoria. También desarrolló una cámara capaz de tomar imágenes en 360 grados. Entre sus grabaciones, se encuentra un documental, en 35 milímetros, de la inauguración del aeropuerto Martínez de Aragón de Vitoria.
Fue, asimismo, deportista entusiasta, con incursiones en varios deportes. Como ciclista, participó en varias carreras, incluidas hasta tres ediciones del Campeonato de España de Ciclismo en Ruta, que corrió con el equipo Montpeó-Klein, y se hizo con la Copa de Plata de la Infanta Isabel.
Falleció en Vitoria en el año 1980.